# Шерф, Лорен
Лорен Шерф (англ. Lauren Scherf; род. 7 марта 1996 года в Ист-Мельбурне, Виктория, Австралия) — австралийская профессиональная баскетболистка, которая выступает в женской национальной баскетбольной лиге (ЖНБЛ) за клуб «Перт Линкс». Играет на позиции тяжёлого форварда и центровой. Чемпионка женской НБЛ (2019) и лучший новичок женской НБЛ (2015). В настоящее время защищает цвета турецкой команды «Несыб Айдын ГСК».
В составе национальной сборной Австралии она победила на летних Универсиадах 2017 года в Тайбэе и 2019 года в Неаполе, чемпионате Океании среди девушек до 16 лет 2011 года в Канберре и чемпионате Океании среди девушек до 18 лет 2014 года в Суве, также стала бронзовым призёром чемпионатов Азии 2021 года в Иордании и 2023 года в Австралии, чемпионата мира среди девушек до 19 лет 2013 года в Литве и 2015 года в России, к тому же принимала участие на чемпионате мира среди девушек до 17 лет 2012 года в Амстердаме.

## Ранние годы
Лорен Шерф родилась 7 марта 1996 года в городе Ист-Мельбурн (штат Виктория), восточном пригороде Мельбурна.